# O-6 (Turkije)
De O-6 of Otoyol 6 (Autosnelweg 6) is een autosnelweg in Turkije. De weg vormt een noord-zuidroute over de Dardanellen vanaf Silivri, ten westen van Istanbul, tot aan Balıkesir. De weg zal 321 kilometer lang worden; 87 kilometer werden al aangelegd. De snelweg loopt over de Çanakkale 1915-brug.
O-1 · 
O-2 · 
O-3 · 
O-4 · 
O-5 · 
O-6 · 
O-7 · 
O-20 · 
O-21 · 
O-21A · 
O-22 · 
O-30 · 
O-31 · 
O-32 · 
O-33 · 
O-50 · 
O-51 · 
O-52 · 
O-53 · 
O-54 · 
O-57